# Халастра
Халастра (греч. Χαλάστρα, Χαλαίστρα, Χαλέστρη) — малый город в Греции. Расположен близ устья реки Вардар (Аксиос), на левом (восточном) берегу реки, в 6 км от побережья залива Термаикос Эгейского моря. Расположен на высоте 8 м над уровнем моря. Относится к общине Дельта в периферийной единице Салоники в периферии Центральная Македония. Площадь 98,449 км². Население 7270 человек по переписи 2011 года.
По южной окраине города проходит Автострада 1 (Европейский маршрут E92).

## История
Халастра или Халестра (др.-греч. Χαλαίστρα) — древний город в Мигдонии в древней Македонии, упоминаемый Геродотом и Плутархом.
Болгарское село называлось Кулакия или Колакия. До 1926 году греческое название было Кулукья (Κουλουκιά). В 1926 году (ΦΕΚ 55Α) село переименовано в Халастра, в 1955 году (ΦΕΚ 157Α) — в Пиргос (Πύργος), в 1980 году (ΦΕΚ 79Α) — вновь в Халастра.

## Население
| Год  | Население, человек |
| ---- | ------------------ |
| 1991 | 7118               |
| 2001 | 7360               |
| 2011 | ↘ 7270             |

## Галерея
- Болгарские женщины в национальных костюмах из сёл Колакия и Балджа[англ.]. 1860-е годы
- Плавучий мост через Вардар (Аксиос), возведённый греками-македонянами из Кулакии (Халастры) для VII пехотной дивизии под командованием Клеомениса Клеоменуса, освободившей в октябре 1912 года город Салоники